# Tricyphona townesiana
Tricyphona (Tricyphona) townesiana là một loài ruồi trong họ Pediciidae. Chúng phân bố ở vùng sinh thái Nearctic.